# Alexander Alexandrowitsch Iljinski

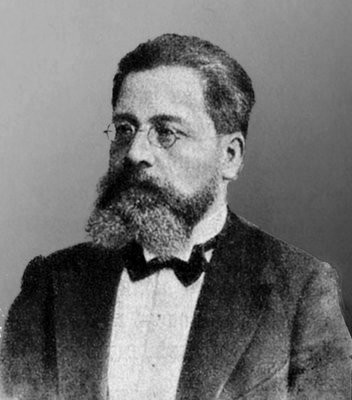
Alexander Alexandrowitsch Iljinski

Alexander Alexandrowitsch Iljinski (russisch Александр Александрович Ильинский; * 12. Januarjul. / 24. Januar 1859greg. in Zarskoje Selo; † 23. Februar 1920 in Moskau) war ein russisch-sowjetischer Komponist und Hochschullehrer.

## Leben
Iljinski war der Sohn eines Arztes und begann als Siebenjähriger Klavier zu spielen und Musik zu schreiben. Er besuchte das 1. St. Petersburger Militärgymnasium und beteiligte sich als Pianist und Komponist an den Musik-Abenden. Nach dem Gymnasiumsabschluss 1877 diente er bis 1879 in der Artillerie der Kaiserlich Russischen Armee.
Von 1881 bis 1884 studierte Iljinski mit einem Stipendium Kontrapunkt, Fuge, freies Komponieren und Instrumentation in Berlin bei Woldemar Bargiel an der Königlichen Akademischen Hochschule für ausübende Tonkunst. Seine Klavierlehrer waren Natanael Betcher und Theodor Kullak. Auch hörte er Vorlesungen in der Philosophischen Fakultät der Universität Berlin.
1885 schloss Iljinski entsprechend dem Rat Karl Dawidows als Externer das Studium am Sankt Petersburger Konservatorium als Freier Künstler ab. Er lehrte nun in Moskau an der Musik-Drama-Schule der Moskauer Philharmonischen Gesellschaft Klavier (1885–1899) und Musiktheorie (1885–1897). 1896 wurde er zum ordentlichen Professor ernannt und eröffnete eine eigene Klavier-Klasse. Stepan Smolenski charakterisierte ihn als typisch deutschen Techniker. Er war Redakteur der ausländischen und der russischen Abteilung des 1904 in Moskau erschienenen biografischen Wörterbuchs der Komponisten vom 4. bis zum 20. Jahrhundert.
1905 wurde Iljinski Professor des Moskauer Konservatoriums und blieb es auch nach der Oktoberrevolution bis zu seinem Tode. Zu seinen Schülern gehörten Pawel Seniza, die Brüder Wassili und Wiktor Kalinnikow, Nikolai Golowanow, Alexander Dsbanowski, Alexander Nikolski, Konstantin Schwedow, Alexander Alexandrow, Pawel Tschesnokow und Alexander Medtner.

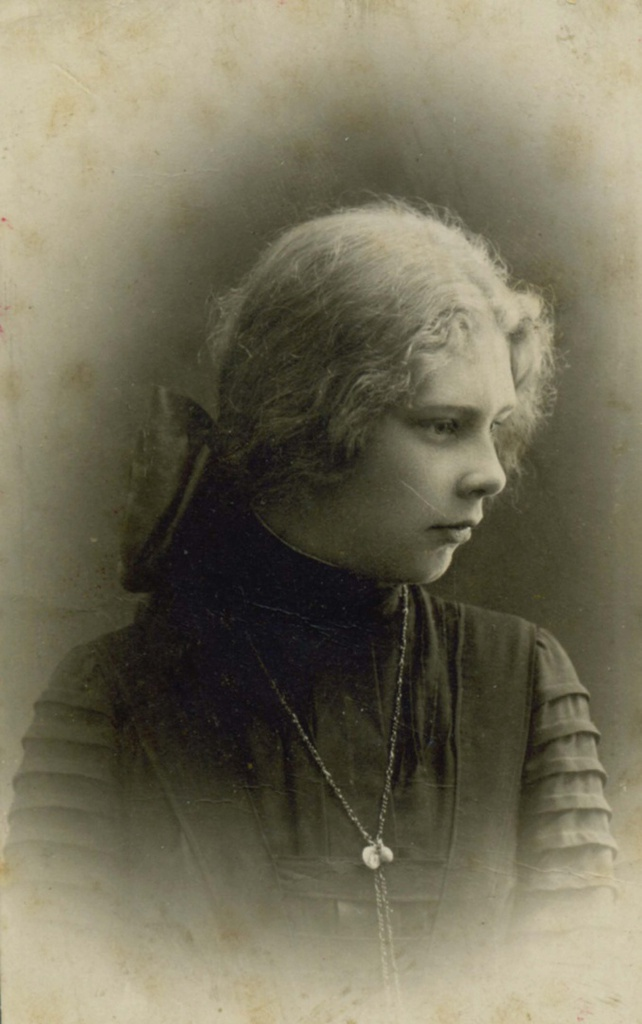
Marija Iljinskaja (etwa 1914)

1915 fand in Moskau das 10. Sinfoniekonzert des Orchesters des Bolschoi-Theaters unter der Leitung Iljinskis und N. A. Fedorows mit Werken von Iljinski und Tschaikowski statt.
Iljinski starb in Moskau und wurde auf dem Nowodewitschi-Friedhof begraben.
Iljinskis Tochter Marija Alexandrowna Iljinskaja-Lyslowa (1897–1967) war eine virtuose Pianistin und wurde neben ihrem Vater auf dem Nowodewitschi-Friedhof begraben. Seine zweite Tochter Sofja Alexandrowna Iljinskaja (1900–1942) war Architektin, führte in den 1930er Jahren in der von ihrem Mann A. I. Meschkow geleiteten Werkstatt Nr. 8 der Moskauer Projektierungsverwaltung MosProjekt diverse Bauprojekte durch, wurde im Oktober 1941 verhaftet, starb im Lager und wurde 1963 rehabilitiert. Iljinskis Sohn Wladimir Alexandrowitsch Iljinski (1898–1919) war Student der Universität Moskau.
Iljinskis älterer Bruder war der Chemiker Michail Iljinski.

## Ehrungen
- Volkskünstler der RSFSR

## Werke (Auswahl)
- Der Brunnen von Bachtschyssaraj (Oper in 4 Akten nach dem Gedicht von Alexander Puschkin, 1911)
- Noure und Anitra (Ballett)
- Psyche (sinfonisches Bild, 1896)
- Schauspielmusiken zu Zar Fedor Iwanowitsch von Alexei Tolstoi, König Ödipus und Philoktetes von Sophokles
- Chöre, Kantaten
- Stücke für Klavier
- Bücher über Leben und Werk von Michail Glinka (1908), Beethoven (1909), Richard Wagner (1913)